# سوبر كوب (رواية خفيفة)
سوبر كوب (باليابانية: スーパーカブ، بالروماجي: Sūpā Kabu) هي سلسلة رواية خفيفة من تأليف توني كوكين ورسم هيرو. نشرت من قبل كادوكاوا شوتين، منذ مايو عام 2017. اقتبست إلى سلسلة مانغا، نشرت على الأنترنت من قبل كادوكاوا شوتين على موقع كويك نيوتيب، منذ ديسمبر عام 2017. تم تجمع فصول المانغا في 5 مجلدات تانكوبون، نشرت منذ 25 مايو عام 2018. أنتجت إلى مسلسل أنمي تلفزيوني من قبل استوديو كاي، عرض الأنمي منذ 7 أبريل عام 2021.

## القصة
تدور أحداث القصة عن كوغوما هي طالبة في المدرسة الثانوية وحيدة وليس لديها أبوين أو أصدقاء أو هوايات، ذات يوم قررت كوغوما الحصول على دراجة نارية من نوع هوندا سوبر كوب، وبسبب هذا أستطاعة توسيع عالمها وتكوين صداقات مع ريكو وإينيوا.

## الشخصيات
كوغوما (باليابانية: 小熊 ، بالروماجي: Koguma)
أداء صوتي: يوكي يوميتشي [الإنجليزية]
ريكو (باليابانية: 礼子، بالروماجي: Reiko)
أداء صوتي: أياكا ناناسي [الإنجليزية]
شي إينيوا (باليابانية: 恵庭椎، بالروماجي: Eniwa Shii)
أداء صوتي: ناتسومي هيوكا [الإنجليزية]

## وصلات خارجية
- موقع الرواية الخفيفة الرسمي (باليابانية)
- موقع المانغا الرسمي نسخة محفوظة 10 مارس 2021 على موقع واي باك مشين. (باليابانية)
- موقع الأنمي الرسمي (باليابانية)
- سوبر كوب (رواية خفيفة) على موقع ANN manga (الإنجليزية)